# 브라이언 클러프
브라이언 하워드 클러프(영어: Brian Howard Clough, 1935년 3월 21일 ~ 2004년 9월 20일)는 잉글랜드의 전 축구 선수이자 감독이다. 역대 최고의 감독 중 한 명으로 여겨지는 그는 더비 카운티와 노팅엄 포리스트에서 전설적인 성공으로 유명하다.

## 선수 경력
클러프는 미들즈브러 FC와 선덜랜드 AFC에서 많은 득점을 기록하였으나, 상대적으로 이른 시기인 29살에 은퇴를 하였다. 이 시기에 잉글랜드 축구 국가대표팀에도 뽑혔으나 2경기 출장에 그쳤다.

## 감독 경력
은퇴 후 감독이 된 클러프는 더비 카운티 FC의 감독으로 1968-69 시즌 풋볼 리그 2부 우승, 1971-72 시즌 풋볼 리그 1부를 우승하였다. 그리고 노팅엄 포리스트 FC의 감독으로 23년간 있으면서 1977-78 시즌 풋볼 리그 1부 우승하고 1978-79, 1979-80 시즌 유러피언컵을 우승하면서 2연패를 기록하였다.

## 수상

### 선수

#### 미들즈브러
- 노스 라이딩 시니어 컵 : 1954-55

#### 잉글랜드 국가대표팀
- 브리티시 홈 챔피언십 : 1959-60

### 감독

#### 더비 카운티
- 퍼스트 디비전 : 1971-72
- 세컨드 디비전 : 1968–69
- 텍사코 컵 : 1971-72
- 와트니 컵 : 1970

#### 노팅엄 포리스트
- 퍼스트 디비전 : 1977-78
- EFL컵 : 1977–78, 1978–79, 1988–89, 1989–90
- 풀 멤버스 컵 : 1988–89, 1991–92
- 채리티 쉴드 : 1978
- 유로피언컵 : 1978-79, 1979-80
- 유로피언 슈퍼컵 : 1979
- 앵글로-스코티시컵 : 1976-77
- 풋볼리그 센테너리 토너먼트 : 1988

### 개인
- 세컨드 디비전 득점왕 : 1958–59, 1959–60
- LMA 올해의 감독 : 1977-78
- 유럽 올해의 감독 : 1979-80
- 제프 헤어베르거 상 : 1979
- PFA 공로상 : 1992
- 더비 명예 시민 : 2003
- LMA 명예의 전당 : 1989
- 잉글랜드 축구 명예의 전당 : 2002
- 더비 카운티 명예의 전당 : 2018
- 노팅엄 포리스트 명예의 전당 : 2019
- 노던 에코 선정 미들즈브러 역대 베스트 : 2017

#### 선정
- ESPN 역대 최고의 감독 3위
- 프랑스풋볼 역대 최고의 감독 15위
- 월드 사커 역대 최고의 감독 17위

#### 서훈
- 대영제국 훈장 3등급 : 1991

1. ↑  “The 50 Greatest Football Managers of All Time” (미국 영어). 2019년 8월 20일. 2024년 12월 25일에 확인함.
2. ↑  “Brian Clough: The Maverick Manager's All-Time Best XI” (미국 영어). 2019년 7월 29일. 2024년 12월 25일에 확인함.
3. ↑  Victor, Tom (2023년 9월 15일). “10 best managers of all time according to AI as Klopp and Ancelotti snubbed” (영어). 2024년 12월 25일에 확인함.
4. ↑  “Stars pay tribute to Clough” (영국 영어). 2004년 9월 21일. 2024년 12월 25일에 확인함.